# Niederländische Luft- und Raumfahrtbehörde
Die niederländische Luft- und Raumfahrtbehörde (niederländisch Nederlands Instituut voor Vliegtuigontwikkeling en Ruimtevaart, NIVR) war die 1947 gegründete niederländische Behörde für Luftfahrt mit dem Hauptsitz in Delft, welche 1970 zusätzlich für die Raumfahrtaktivitäten der Niederlande zuständig wurde. 2009 wurden die Raumfahrtaktivitäten zu der neuen niederländischen Raumfahrtorganisation Netherlands Space Office verlegt. Der Bereich der Luftfahrt wurde auf SenterNvoem ausgelagert, welches 2015 zu einem Teil von Agentschap NL wurde.

## Tätigkeit
Die NIVR war zuständig für die wissenschaftlichen wie industriellen Projekte der Niederlande im Bereich von Fluggeräten, Flugtransporten und Raumfahrt auf internationaler Ebene. Der Fokus lag dabei auf Simulation.
Zusätzlich wurden folgende Dienste auf diesen Gebieten angeboten: Strategische Beratung bei bzw. Umsetzung von Studien wie auch das Zurverfügungstellen von Know-how und finanziellen Ressourcen.

## Finanzierung
Die Arbeit der NIVR wurden zum einen durch das Einkommen von Projekten finanziert, zum anderen durch die niederländische Regierung, hauptsächlich aus dem Wirtschaftsministerium.

## Projekte
Neben der Mitarbeit an ESA-Programmen (ARA, PHARUS, Sloshsat-FLEVO Satellit) wirkte die NIVR bei folgenden Projekten mit:
- 1970  Leitung der Entwicklung des Satelliten ANS[2] (nl. Astronomische Nederlandse Satelliet; deutsch Astronomischer Niederländischer Satellit)

- 1976 Entwicklung des IRAS[2] (nl. Infra-Rood Astronomische Satelliet; deutsch Infrarot-astronomischer Satellit) gemeinsam mit der NASA und Großbritannien.

- 1997 Entwicklung von OMI[4] (engl. Ozone Monitoring Instrument; deutsch Instrument zur Ozon Überwachung) für den Satelliten Aura.